# Geldria (kraina historyczna)

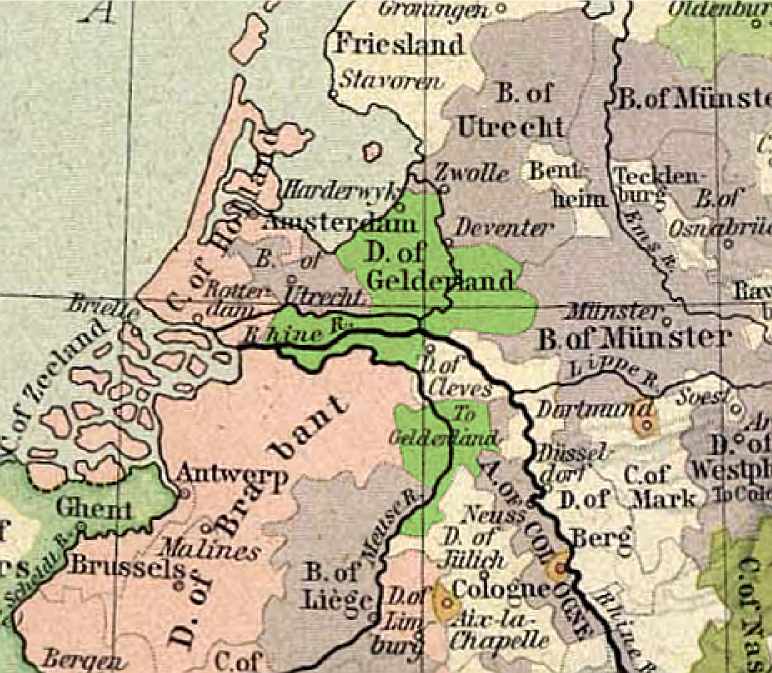
Fragment mapy „Centralna Europa w 1477”, z atlasu historycznego Williama R. Shepherda (1926)

Geldria (niem. Geldern, hol. Gelre) – kraina historyczna położona na terenie obecnej holenderskiej prowincji Geldria oraz powiatu Kleve w niemieckiej Nadrenii Północnej. Stolicą krainy było miasto Geldern.
Od XI wieku do 1339 było hrabstwem, a w od 1393 r. – księstwem. Od 1543 należało do Zjednoczonych Prowincji Niderlandów.
Geldria składała się z czterech części:
- Arnhem (nazywana Veluwe)
- Nijmegen (nazywana Betuwe – Batawia)
- Zutphen
- Roermond (późniejsza Limburgia)

W czasie wojny o niepodległość Niderlandów (1579) Geldria została podzielona pomiędzy Niderlandy (trzy północne kwarty) a Hiszpanię (Roermond). W pokoju utrechckim (1713) część hiszpańska została po raz kolejny podzielona. Kawałek dostało Królestwo Prus, część Austria, część Republika Zjednoczonych Prowincji, a część księstwo Jülich.